# Zigøjnerblod (film fra 1923)
Zigøjnerblod er en tysk stumfilm fra 1923 af Robert Dinesen.

## Medvirkende
- Lya De Putti som Ruschka & Ilona
- Arnold Korff som Balogh
- Artúr Somlay som Ernö von Mezy
- H. Thorsten som Géza Erdély
- Oswald Delmor som Bator
- Harald Paulsen som Imre
- Georg Rauscher som Jozsi
- Adolf Klein som Bischof
- Maria Wefers som Ethelka
- Albert Patry